# Yakov Pavlov
Pour les articles homonymes, voir Pavlov.
Yakov Fedotovich Pavlov (en russe : Я́ков Федо́тович Па́влов ; né le 4 octobre 1917 et décédé le 29 septembre 1981) est un soldat de l'Armée rouge, élevé au titre de Héros de l'Union soviétique le 27 juin 1945, pour son rôle dans la défense de la « Maison Pavlov » durant la bataille de Stalingrad.

## Biographie
Né en 1917 dans une famille de paysans du petit village de Krestovaïa dans le nord-ouest de la Russie (aujourd'hui dans l'oblast de Novgorod), Pavlov rejoint l'Armée rouge en 1938. Après l'invasion de l'Union soviétique, il combat au sein du Front sud-ouest, du Front de Stalingrad, du Troisième front ukrainien et du Deuxième front biélorusse.
Pavlov a commandé une unité de mitrailleuses, été artilleur et commandé une unité de reconnaissance avec le grade sergent-chef. 
Pendant la bataille de Stalingrad, son peloton s'empare d'un bâtiment d'habitation de quatre étages dans la nuit du 27 septembre 1942, puis le défend contre des attaques répétées de la Wehrmacht jusqu'à la relève par l'avance des troupes soviétiques deux mois plus tard. Le bâtiment et sa défense sont devenus célèbres sous le nom de « Maison Pavlov » (Дом Павлова).
Pour ses actions à Stalingrad, il reçoit le titre de Héros de l'Union soviétique, l'Ordre de Lénine, l'Ordre de la révolution d'Octobre, deux Ordres de l'Étoile rouge et de nombreuses autres médailles.
Après guerre, il rejoint le Parti communiste d'Union soviétique.  Il est élu trois fois député au Soviet suprême de la République socialiste fédérative soviétique de Russie.
Pavlov meurt le 29 septembre 1981 ; il est enterré à Novgorod.